# Yuri Venelin
Yuri Venelin é eslavista russo, fundador dos estudos búlgaros, folclorista, etnógrafo, filólogo. 
Ele é aceito como o fundador dos estudos búlgaros no nível inicial, embora em uma base científica a filologia búlgara tenha sido definida por Benyo Tsonev e Stefan Mladenov. 